# Galenara cabira
Galenara cabira là một loài bướm đêm trong họ Geometridae.